# Peter Jones (acteur)
Pour les articles homonymes, voir Peter Jones et Jones.
Peter Geoffrey Francis Jones est né le 12 juin 1920 à Wem dans le Shropshire et mort le 10 avril 2000 à Westminster. C'était un acteur, scénariste et homme de radio anglais.

## Biographie
Peter Jones est né à Wem. Il a été élève à la Wem Grammar School puis au Ellesmere College.
Il fait sa première apparition en tant qu'acteur à Wolverhampton à l'âge de 16 ans et apparaît ensuite dans des pièces de théâtre du répertoire dans la région de l'Est-Anglie.
En 1944, il fait une apparition non créditée dans L'Homme fatal (Fanny by Gaslight) d'Anthony Asquith.
Son nom apparaît pour la première fois au générique dans le film Chance of a Lifetime en 1950.
À côté du cinéma, Peter Jones a eu une longue carrière d'homme de radio. Il a commencé au côté de Peter Ustinov entre 1952 et 1955 dans la comédie In All Directions, puis d'autres comédies ont suivi telle que Le Guide du voyageur galactique (The Hitchhiker's Guide to the Galaxy). Il a aussi été pendant 29 ans un participant régulier du jeu radiophonique puis télévisé Just in Time.
Peter Jones a aussi tourné dans de nombreuses séries télévisées britanniques des années 1960 et 1970, et entre autres dans deux épisodes de Chapeau melon et bottes de cuir (The Avengers).
Il décède en 2000 à l'âge de 79 ans. Peter Jones était marié à l'actrice de théâtre américaine Jeri Sauvinet avec qui il a eu trois enfants : une fille, Selena Doggett-Jones, et deux garçons, Charles Daniel Jones et Bill Dare Jones.

## Filmographie sélective
- 1944 : L'Homme fatal (Fanny by Gaslight) d'Anthony Asquith
- 1945 : Au cœur de la nuit (Dead of Night) - Film à sketchs
- 1949 : Forbidden (en) de George King : Pete
- 1950 : Chance of a Lifetime (en) de Bernard Miles : un représentant de la Xenobian
- 1950 : La Route du Caire (Cairo Road) de David MacDonald : le lieutenant du bateau
- 1951 : The Franchise Affair (en) de Lawrence Huntington : Bernard Chadwick
- 1951 : L'Ombre d'un homme (The Browning Version) d'Anthony Asquith : Carstairs
- 1951 : Home to Danger de Terence Fisher : Lips Leonard
- 1951 : La Boîte magique (The Magic Box) de John Boulting : l'industriel
- 1952 : Time Gentlemen, Please! (en) de Lewis Gilbert : Lionel Batts
- 1952 : Angels One Five (en) de George More O'Ferrall : l'opérateur Sentry
- 1952 : L'Heure de la revanche (The Long Memory) de Robert Hamer : Fisher
- 1953 : Le Ballon jaune de J. Lee Thompson : Sid
- 1953 : Albert Royal Navy (en) de Lewis Gilbert : Lieutenant Browne
- 1954 : Pour le meilleur et pour le pire (For Better, for Worse) de J. Lee Thompson : le vendeur de voitures
- 1955 : Le Voyageur sans billet (John and Julie) de William Fairchild : Jeremy
- 1956 : Ce sacré z'héros (Private's Progress) de John Boulting : Egan
- 1956 : Charley Moon de Guy Hamilton : Stewart
- 1957 : Fric-Fracs à gogo (Blue Murder at St. Trinian's) de Frank Launder : Prestwick
- 1959 : Le Mouchard (Danger Within) de Don Chaffey : Capitaine Alfred Piker
- 1959 : Operation Bullshine (en) de Gilbert Gunn : Cannonier Perkins
- 1960 : L'Académie des coquins (School for Scoundrels) de Robert Hamer : Dudley Dorchester
- 1960 : Quand gronde la colère (Never Let Go) de John Guillermin : Alec Berger
- 1960 : Norman dans la marine (The Bulldog Breed) de Robert Asher : le moniteur de plongée
- 1961 : Nearly a Nasty Accident (en) de Don Chaffey : lieutenant Winters
- 1961 : Romanoff et Juliette (Romanoff and Juliet) de Peter Ustinov : Otto
- 1963 : Docteur ne coupez pas (A Stitch in Time) de Robert Asher : officier divisionnaire Russell de la brigade de d'ambulancier Saint-Jean
- 1963 : Father Came Too! (en) de Peter Graham Scott : Charles II
- 1966 : Press for Time (en) de Robert Asher : Robin Willoughby
- 1966 : The Sandwich Man de Robert Hartford-Davis : l'escapologiste
- 1967 : Just like a Woman de Robert Fuest : Saul Alexander
- 1967 : Deux anglaises en délire de Desmond Davis : Dominic
- 1967 : Carry on Doctor (en) de Gerald Thomas : le chapelain
- 1975 : Le Retour de la Panthère rose (The Return of the Pink Panther) de Blake Edwards : le psychiatre
- 1975 : Confessions of a Pop Performer (en) de Norman Cohen : Maxy Naus
- 1976 : Seven Nights in Japan de Lewis Gilbert : Capitaine Balcon
- 1976 : Carry On England de Gerald Thomas : le brigadier